# Manual Prático da Melhor Idade
Manual Prático da Melhor Idade é um filme brasileiro de comédia dirigido por Adolfo Rosenthal e estrelado pela atriz Íris Bruzzi.
Gravado em Foz do Iguaçu, no Paraná, origem da maioria do elenco.
O filme foi exibido no especial de fim de ano, na Rede Record, que é a também a coprodutora do telefilme.

## Sinopse
A história de quatro amigas, Conceição (Íris Bruzzi), Zuleica (Íttala Nandi), Carlota (Stella Freitas) e Minerva (Claudete Pereira), que vivem a expectativa de fugir de uma casa de repouso em Curitiba, para onde foram enviadas por seus respectivos familiares, que acreditam que elas não são capazes de se cuidarem sozinhas e que eles próprios também não são capazes de desempenhar esta tarefa.

## Elenco
- Íris Bruzzi

como Conceição
- Stela Freitas

como Carlota
- Ítala Nandi

como Zuleica
- Claudete Pereira

como Minerva
- Juliana Didone

como Sofia
- Guilherme Winter

como Rafael
- Luana Ribeiro

como Joelma
- Sidy Corrêa

- Fernanda Cabral

- Luís Parras

- Priscila Martz